# Ben Lyon

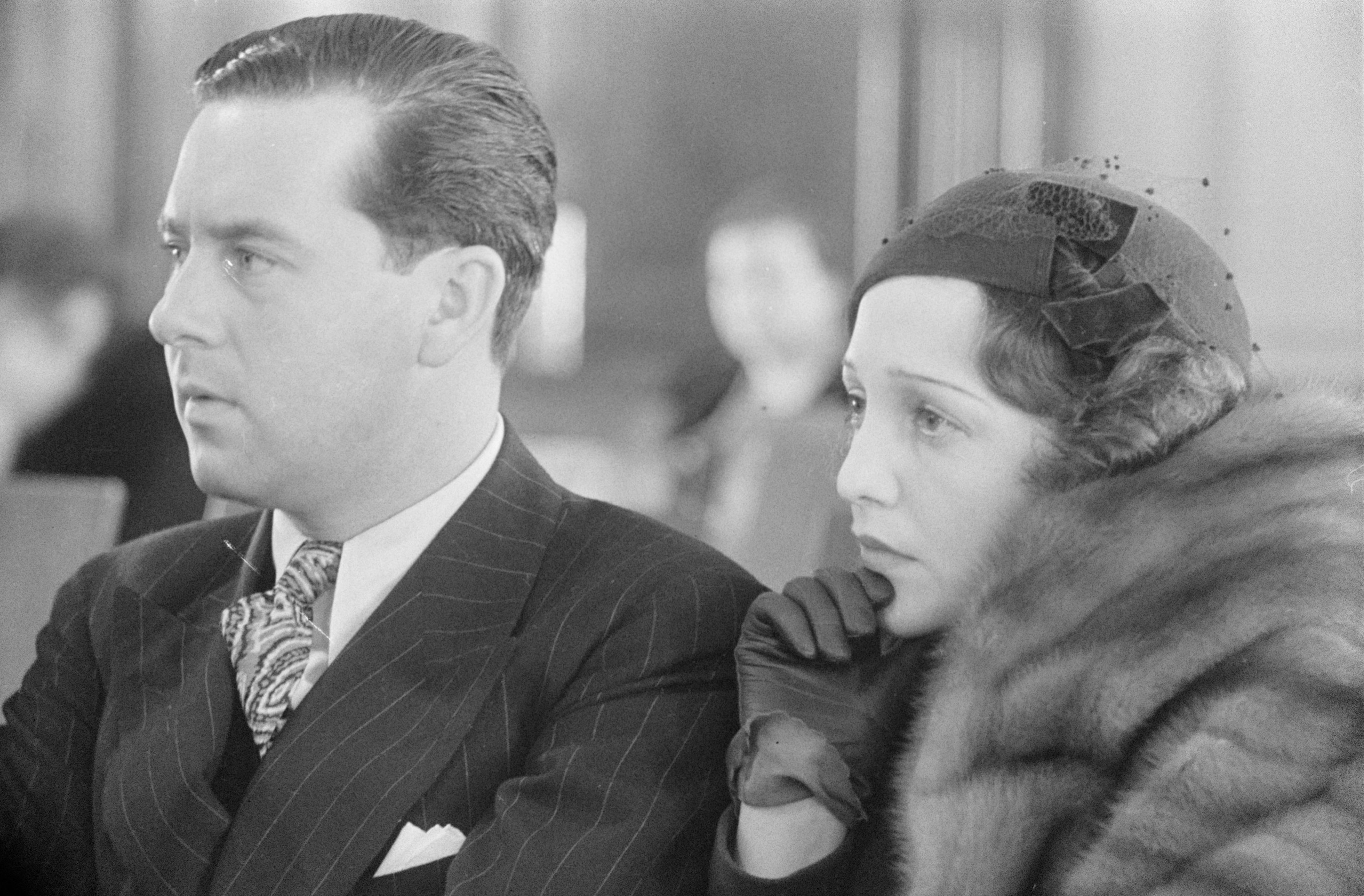
Ben Lyon mit seiner Ehefrau Bebe Daniels (1933)

Ben Lyon (* 6. Februar 1901 in Atlanta, Georgia, Vereinigte Staaten; † 22. März 1979 nahe Honolulu, Hawaii, während einer Kreuzfahrt durch den Pazifik) war ein US-amerikanischer Schauspieler und späterer Filmstudio-Manager.

## Leben und Wirken
Lyon war am Baltimore City College zur Schule gegangen und startete seine Theaterlaufbahn als 17-Jähriger an der Seite von Jeanne Eagels. Zu seinen frühen Theaterstücken, in denen er in New York City (auch am Broadway) mitwirkte, zählen Mary the Third und Wonderful Thing. Ebenfalls mit 17 stand er erstmals vor der Filmkamera, seit den frühen 1920er Jahren wirkte Ben Lyon regelmäßig in Filmen mit. Viele seiner Stummfilme in jenem Jahrzehnt erfreuten sich auch in Deutschland und Österreich einiger Beliebtheit, sodass er von Friedrich Zelnik das Angebot erhielt, an der Seite von Zelnik-Gattin Lya Mara die männliche Hauptrolle in seiner Leinwand-Romanze Das tanzende Wien zu übernehmen. Gedreht wurde im August und September 1927 sowohl in Wien (Außenaufnahmen) als auch in Berlin-Staaken (Atelieraufnahmen).
Erst mit Anbruch des Tonfilmzeitalters gelang dem Schauspieler mit dem markanten Mittelscheitel der Durchbruch in seiner Heimat: Mit der Rolle des Monte Rutledge in Howard Hughes legendärem Fliegerfilm Hell’s Angels, in dem Lyon, auch privat ein begeisterter Flieger, einen kriegsfreiwilligen Piloten zur Zeit des Ersten Weltkriegs verkörperte, wurde er schlagartig bekannt. Trotz zahlreicher Anschlussrollen – er wirkte in den kommenden fünf Jahren in rund zweieinhalb Dutzend, durchgehend minder wichtigen Filmen mit – und großer Popularität bei der Damenwelt stagnierte Lyons Karriere, und so beschlossen er und seine Ehefrau (seit 1930), die Schauspielerin Bebe Daniels (1901–1971), 1936 nach England zu übersiedeln. In London arbeitete er auch weiterhin als Filmschauspieler, machte sich aber vor allem einen Namen als Entertainer beim Rundfunk und in Music Halls. Partnerin bei seinen Gesangs- wie Tanzeinlagen war regelmäßig seine Gattin Bebe.
Während des Zweiten Weltkriegs erreichte Ben Lyon zeitweilig den Höhepunkt seiner Beliebtheit, als er, anders als viele andere US-Staatsbürger, angesichts der deutschen Bedrohung nicht in die Vereinigten Staaten heimreiste, sondern blieb. Darüber hinaus zeigte er durch seine Tätigkeit für die BBC Solidarität mit den Briten und meldete sich freiwillig als Bomberpilot bei der Royal Air Force. 1942 wurde Ben Lyon im Range eines Lieutenant-Colonel zur amerikanischen 8th Army Air Force eingezogen.
Bei Kriegsende 1945 kehrte Lyon ins Zivilleben zurück und wurde als Executive Talent Director an die Londoner Filiale der 20th Century Fox berufen. Von 1946 bis 1948 wurde Lyon in selbiger Funktion in Hollywood eingesetzt. Anschließend, bis 1951, war er als Assistent des Produktionschefs in London eingesetzt. 1953 und 1954 kehrte er noch zweimal vor die Kamera zurück, als Lyon mit seiner Frau und den beiden Kindern Barbara und Richard in zwei britischen Familienkomödien sich selbst spielte. Nach Bebe Daniels Tod im Jahre 1971 heiratete Ben Lyon 1974 die Schauspielerin Marian Nixon (1904–1983). Er starb 1979 im Alter von 78 Jahren an einem Herzinfarkt, als er gerade an einer Kreuzfahrt mit der Queen Elizabeth 2 über den Pazifik teilnahm.

## Filmografie
- 1918: The Transgressor
- 1919: Open Your Eyes
- 1921: The Heart of Maryland
- 1923: Potash and Perlmutter
- 1923: Flammende Jugend (Flaming Youth)
- 1924: Der Sumpfengel (Painted People)
- 1924: Moderne Jugend (Wine of Youth)
- 1924: Die Frau des Kommandeurs (Lily of the Dust)
- 1924: Die Tochter der Fremdenlegion (Wages of Virtue)
- 1924: Ihr Junge (So Big)
- 1925: Goldfieber (Winds of Chance)
- 1925: Mut zur Feigheit (The Pace That Thrills)
- 1925: Das zerstörte Paradies (The New Commandment)
- 1926: The Great Deception
- 1926: Versuchung der Sinne (The Prince of Tempters)
- 1926: The Savage
- 1927: Das tanzende Wien
- 1927: Dance Magic
- 1927: High Hat
- 1928: Die Fliegerlegion (The Air Legion)
- 1929: The Quitter
- 1929: The Flying Marine
- 1930: Der Tolpatsch (Lummox)
- 1930: Höllenflieger (Hell’s Angels)
- 1930: French Gertie
- 1930: What Men Want
- 1931: Juwelenraub in Hollywood (The Stolen Jools)
- 1931: My Past
- 1931: Indiscreet
- 1931: Night Nurse
- 1931: Bought
- 1932: Lady With a Past
- 1932: Hat Check Girl
- 1932: The Big Timer
- 1933: Girl Missing
- 1933: Hyänen des Meeres (I Cover the Waterfront)
- 1934: Lightning Strikes Twice
- 1934: Together We Live
- 1935: Dancing Feet
- 1936: Not Wanted on Voyage
- 1937: Stardust
- 1939: I Killed the Count
- 1939: Confidential Lady
- 1941: Hi Gang!
- 1941: This Was Paris
- 1942: The Dark Tower
- 1953: Life With the Lyons
- 1954: The Lyons in Paris